# Championnat d'Allemagne de rugby à XV 2010-2011
Navigation
1. Bundesliga 2009-2010 1. Bundesliga 2011-2012
Le championnat d'Allemagne de rugby à XV 2010-2011 ou Rugby Bundesliga 2010-2011 est une compétition de rugby à XV qui oppose les neuf meilleurs  clubs allemands. La compétition commence le 28 août 2010 et se termine par une finale le 28 mai 2011.
La compétition est remportée par le Heidelberger RK qui bat le SC 1880 Frankfurt en finale sur le score de 12 à 9.

## Liste des équipes en compétition
| Berlin RC RK 03 Berlin Francfort Handschuhsheim Hanovre RG Heidelberg Heidelberger RK Heusenstamm Neuenheim |

| Équipe             | Stade                              | Capacité | Ville          |
| ------------------ | ---------------------------------- | -------- | -------------- |
| Berlin RC          |                                    |          | Berlin         |
| RK 03 Berlin       | Stadion Buschallee                 |          | Berlin         |
| SC 1880 Frankfurt  | Sportanlage Feldgerichtstraße      |          | Francfort      |
| TSV Handschuhsheim |                                    |          | Handschuhsheim |
| DSV 78 Hanovre     |                                    |          | Hanovre        |
| RG Heidelberg      | Fritz-Grunebaum-Sportpark          |          | Heidelberg     |
| Heidelberger RK    | Sportgelände an der Speyererstraße |          | Heidelberg     |
| RK Heusenstamm     |                                    |          | Heusenstamm    |
| SC Neuenheim       |                                    |          | Neuenheim      |

### Classement de la phase régulière
| Rang | Club                | J  | V  | N | D  | Bo | Bd | Pm  | Pe  | Diff | Pts |
| ---- | ------------------- | -- | -- | - | -- | -- | -- | --- | --- | ---- | --- |
| 1    | Heidelberger RK (T) | 16 | 15 | 0 | 1  | 15 | 0  | 924 | 120 | +804 | 75  |
| 2    | SC 1880 Frankfurt   | 16 | 14 | 0 | 2  | 12 | 0  | 849 | 237 | +612 | 68  |
| 3    | TSV Handschuhsheim  | 16 | 11 | 0 | 5  | 9  | 0  | 468 | 439 | +29  | 53  |
| 4    | RG Heidelberg       | 16 | 9  | 0 | 7  | 8  | 0  | 512 | 264 | +248 | 44  |
| 5    | SC Neuenheim        | 16 | 9  | 0 | 7  | 8  | 0  | 380 | 395 | -15  | 44  |
| 6    | Berlin RC           | 16 | 7  | 0 | 9  | 6  | 0  | 281 | 471 | -190 | 34  |
| 7    | DSV 78 Hanovre      | 16 | 4  | 0 | 12 | 4  | 0  | 265 | 594 | -329 | 20  |
| 8    | RK 03 Berlin        | 16 | 2  | 0 | 14 | 2  | 0  | 195 | 688 | -493 | 10  |
| 9    | RK Heusenstamm      | 16 | 1  | 0 | 15 | 3  | 2  | 183 | 849 | -666 | 9   |

|  | Qualifiés pour la phase finale (no 1, no 2, no 3, no 4) |
|  | T : tenant du titre                                     |

Attribution des points : victoire sur tapis vert : 5, victoire : 4, match nul : 2, défaite : 0, forfait : -2 ; plus les bonus (offensif : 4 essais marqués ; défensif : défaite par 7 points d'écart ou moins).
Règles de classement : ?

### Phase finale
Les quatre premiers de la phase régulière sont qualifiés pour les demi-finales. L'équipe classée première affronte à domicile celle classée quatrième alors que la seconde reçoit la troisième.
|  | Demi-finales                | Demi-finales                |                   |    | Finale                  | Finale                  |
|  | Demi-finales                | Demi-finales                |                   |    | Finale                  | Finale                  |
|  |                             |                             |                   |    |                         |                         |
|  | 21 février 2011 à 15h00 CET | 21 février 2011 à 15h00 CET |                   |    | 28 mai 2011 à 16h00 CET | 28 mai 2011 à 16h00 CET |
|  | 21 février 2011 à 15h00 CET | 21 février 2011 à 15h00 CET |                   |    | 28 mai 2011 à 16h00 CET | 28 mai 2011 à 16h00 CET |
|  | [1] SC 1880 Frankfurt       | 41                          |                   |    | 28 mai 2011 à 16h00 CET | 28 mai 2011 à 16h00 CET |
|  | [1] SC 1880 Frankfurt       | 41                          |                   |    | 28 mai 2011 à 16h00 CET | 28 mai 2011 à 16h00 CET |
|  | [4] TSV Handschuhsheim      | 9                           |                   |    | 28 mai 2011 à 16h00 CET | 28 mai 2011 à 16h00 CET |
|  | [4] TSV Handschuhsheim      | 9                           | SC 1880 Frankfurt | 9  |                         |                         |
|  | 22 mai 2011 à 14h00 CET     |                             | SC 1880 Frankfurt | 9  |                         |                         |
|  |                             | Heidelberger RK             | 12                |    |                         |                         |
|  | [2] Heidelberger RK         | Heidelberger RK             | 12                | 38 |                         |                         |
|  | [2] Heidelberger RK         |                             |                   | 38 |                         |                         |
|  | [3] RG Heidelberg           | 11                          |                   |    |                         |                         |
|  | [3] RG Heidelberg           | 11                          |                   |    |                         |                         |

#### Demi-finales
| 21 mai 2011 15h00 CET | SC 1880 Frankfurt | 41 – 9 | TSV Handschuhsheim | Francfort |
| 21 mai 2011 15h00 CET |                   |        |                    | Francfort |
| 21 mai 2011 15h00 CET |                   |        |                    | Francfort |

| 22 mai 2011 15h00 CET | Heidelberger RK | 38 - 11 | RG Heidelberg | Heidelberg |
| 22 mai 2011 15h00 CET |                 |         |               | Heidelberg |
| 22 mai 2011 15h00 CET |                 |         |               | Heidelberg |

#### Finale
| 28 mai 2011 16h00 CET | Heidelberger RK | 12 – 9 | SC 1880 Frankfurt | Francfort |
| 28 mai 2011 16h00 CET |                 |        |                   | Francfort |
| 28 mai 2011 16h00 CET |                 |        |                   | Francfort |